# Мераге
Мераге — місто на Північному Заході Ірану. Остан Східний Азербайджан. Центр шахрестану. Розташований у південному напрямку від вулкану Саханд на родючих землях долини річки Сафі, що впадає в озеро Урмія.
Населення: 149,929 чол. (2006). Часовий пояс: UTC+3:30. Висота над рівнем моря: 1456 м. Телефонний код: +98421. Найближчий аеропорт: Тебриз.

## Історія
Давнє місто. У VII столітті завойоване арабами. В часи панування арабів мало назву Марага, що в перекладі означає «Пасовисько коней».
Через століття тут правили Раввадіди. 1038 р. — землі навколо завоювали сельджуки і встановили своє правління.
1221 р. — зруйноване монголами. Резиденція перших Хулагуїдів. 1603 р. — стало частиною володінь шаха Аббас І Великий. Через сім років за непокірність він знищив плем'я мукрів, а місто передав тюркському племені муккади.

## Економіка
Залізнична станція. Центр району виноградництва й садівництва. Виробництво сухофруктів (в основному родзинок) на експорт.
Деревообробка. Поблизу міста видобуток вугілля й мармуру. Здавна славився виробництвом саф'яну й килимів.

## Архітектура
Баштові мавзолеї (12-14 століття), Гунбад — і Модавар -(«круглий купол») — гробниця сестри ільхана Хулагу ;
Гунбад — і Сурх («червоний купол» також — Гунбад- Кермез, 1148);
Гунбад — і Кабуд — гробниця матері-християнки Хулагу (хоча деякі дослідники спростовують цей факт через велику кількість віршів з Коран, що були використані при оформленні гробниці);
Джой Бордж — колишня кругла будова, що зараз стоїть у руїнах.

## Знамениті уродженці
- Аухаді Марагаі — перський поет
- Абдулгадир Марагі — перський вчёний, музикант, музичний теоретик XIV століття.
- Зейн-оль-Абедін Мерагеї —іранський письменник.